# Vlajko Stojiljković

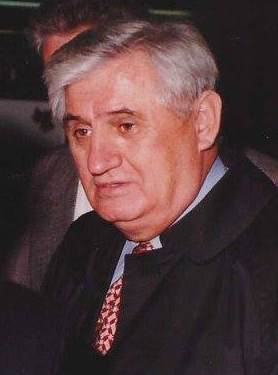
Vlajko Stojiljković

Vlajko Stojiljković (serbisch-kyrillisch Влајко Стојиљковић; * 1937 in Mala Krsna bei Smederevo, Königreich Jugoslawien; † 13. April 2002 in Belgrad, Bundesrepublik Jugoslawien) war ein jugoslawischer Politiker.

## Leben
Stojiljković studierte Rechtswissenschaften an der Universität Belgrad. Später war er als Funktionär in der Sozialistischen Föderativen Republik Jugoslawien (SFRJ) tätig und 1991 letzter Vorsitzender der Wirtschaftskammer in der SFRJ. Im Anschluss war er von 1991 bis 1997 Vorsitzender der Wirtschaftskammer von Serbien.
Am 15. April 1997 wurde er Innenminister Serbiens, nachdem der bisherige Amtsinhaber Zoran Sokolović am 20. März 1997 Innenminister der Bundesrepublik Jugoslawien geworden und der amtierende Innenminister Radovan Stojičić Badza am 11. April 1997 ermordet worden war. Er gehörte dabei zu den Mitgliedern der sogenannten „Požarevac-Bande“, einer Gruppe von Politikern, die aus dem Geburtsort des damaligen serbischen Staatspräsidenten Slobodan Milošević stammten oder dort lebten. Als treuer Anhänger Miloševićs war er dabei wenig mehr als eine Marionette des Präsidenten an der Spitze der Polizei. Am 11. Oktober 2000 trat er von seinem Amt als Innenminister zurück.
Gegen Stojiljković wurde beim Internationalen Strafgerichtshof für das ehemalige Jugoslawien (ICTY) Anklage wegen der Kriegsverbrechen während der Jugoslawienkriege insbesondere im Kosovo erhoben. Er äußerte dabei mehrmals, dass er nicht lebendig nach Den Haag gehen würde und erschoss sich selbst am 11. April 2002 durch einen Kopfschuss vor dem Bundesparlament in Belgrad, das wenige Stunden zuvor die Auslieferung von Kriegsverbrechern an das UN-Kriegsverbrechertribunal abgelehnt hatte.